# Саломе Давидівна Дадіані
Саломе Давидівна Дадіані (груз. სალომე დადიანი ;13 жовтня 1848, Горді — 23 липня 1913, Париж) — грузинська княжна, з 1868 р принцеса Мюрат. Дочка Володарного князя Мігрелії Давида I і княжни Катерини Олександрівни Чавчавадзе, молодша сестра останнього Володаря Мігрелії Миколи I.

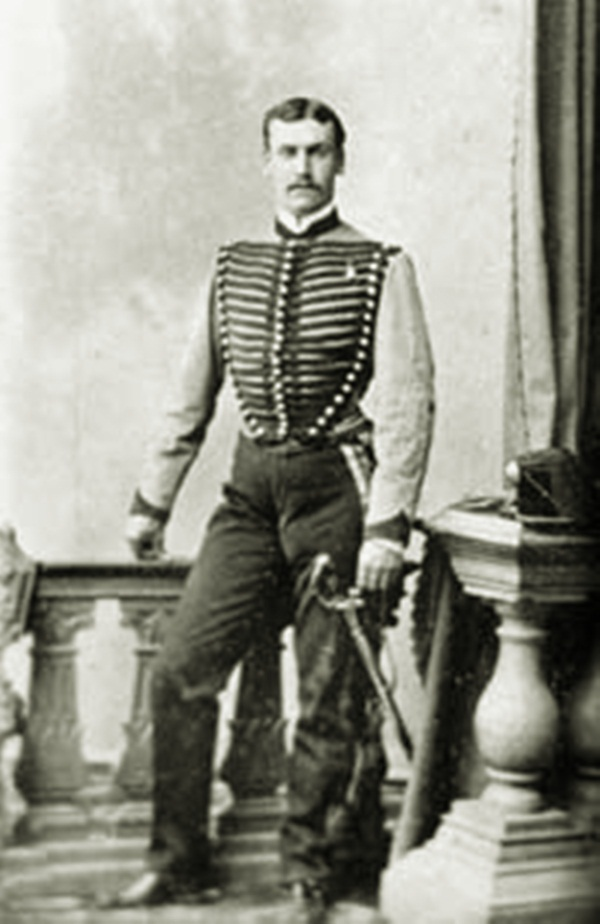
принц Ашиль Мюрат

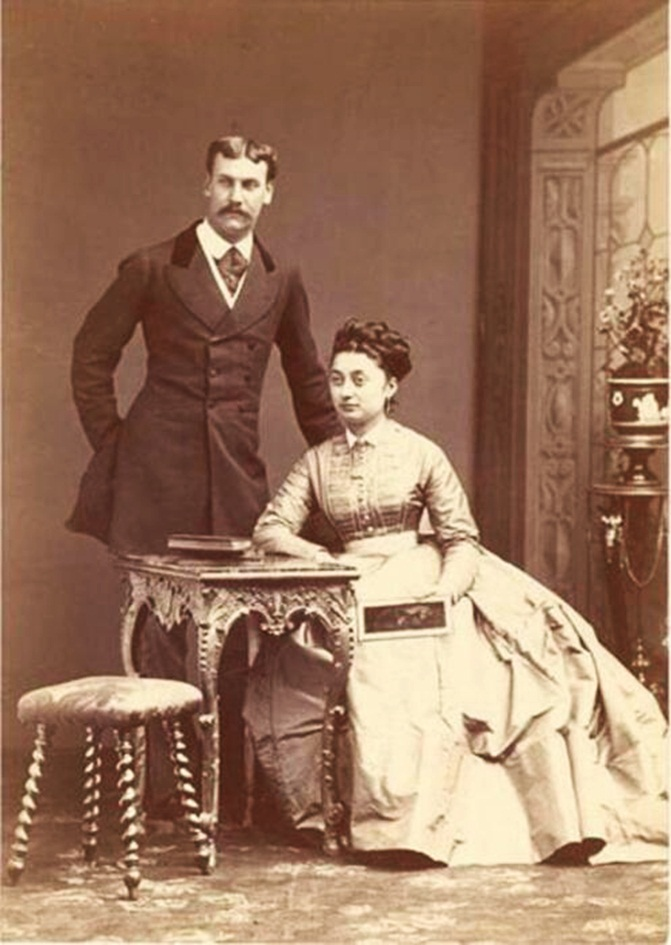
Саломе з чоловіком принцом Ашиля Мюрат

1 травня 1868 року в Парижі вінчалася з принцом Ашиля Шарлем Луї Наполеоном Мюратом (2.01.1847, Бордентаун, Нью-Джерсі — 15/27.02.1895, Чкадуаші), онуком неаполітанського короля, знаменитого наполеонівського маршала Йоахіма Мюрат і сестри Імператора Наполеона Кароліни. Незабаром молодята переїхали до Грузії, де принц зайнявся виноробством. Зокрема він відновив старовинний сорт винограду Оджалеші і виготовляв це знамените вино. Принц Ашиль привіз з собою деякі реліквії будинку Бонапартів, що дісталися йому у спадок: шпагу молодого Наполеона, книжкову шафу, письмовий стіл, два крісла і одну з трьох посмертних масок імператора, ці речі нині зберігаються в Зугдідському етнографічному музеї відкритому у палаці князів Дадіані, а шпага в музеї міста Озургеті. У шлюбі з принцом Салома народила трьох дітей:
- принц Люсьєн Шарль Давид Наполеон Мюрат (9.07.1870, Мустафа, Алжир — 20.12.1933, Рабат, Марокко). Служив у французькій армії, з встановленням республіки був змушений залишити службу. Жив в Грузії. Після революції емігрував до Марокко. Був одружений з Марі, дочкою Алена герцога де Роган-Шабо (Rohan-Chabot).
- принц Луї-Наполеон Мюрат (26.08.1872, Бріноа, Франція — 14.06.1943, Ніцца). У 1891 р почав службу у французькій армії, в 1901 році вступив поручником на російську службу. Брав участь в Російсько-японській війні 1904—1905 рр. в чині осавула. З 1913 р полковник. Кавалер ордена Св. Анни 4-го ступеня. з написом «За хоробрість», і Св. Володимира 4-го ступеня. Після революції емігрував з Грузії до Франції.
- принцеса Кароліна-Катерина-Гортензія-Антоніна Мюрат (Антуанетта) (15.08.1879, Зугдіді — 22.01.1954, Ніцца), дружина пана Бортолотті. Після смерті матері прийняла російське підданство. Після революції емігрувала до Франції.

В середині 1990-х рр. в Зугдіді на постійне місце проживання переїхав правнук принца Ашиля Мюрат і княжни Саломе — принц Ален Мюрат разом з дружиною принцесою Веронікою (до шлюбу де Шабо-Трамекур) і дочкою принцесою Матільдою. Вони заснували фонд «Мюрата в Грузії», а потім через Європейський суд намагатися отримати майно князів Дадіані, включаючи палац. Однак існує і грузинський Фонд порятунку палаців Дадіані, представники якого вказують на те, що в 1919 році спадкоємці Дадіані офіційно відмовилися від прав на палацовий комплекс.

## Образ Саломе Дадіані в літературі
- Роман-хроніка «Катерина Чавчавадзе» (ч. 1-2, 1966¾67, рус. пер. 1969) автор Чілая С. Е. У другій частині роману, присвяченого її матері, розповідається про долю її нащадків: дочки Саломе і синів Миколи і Андрія .

## Предки
| Предки 1. Дадіані Саломе Давидівна           | Предки 1. Дадіані Саломе Давидівна                   | Предки 1. Дадіані Саломе Давидівна                           |
| -------------------------------------------- | ---------------------------------------------------- | ------------------------------------------------------------ |
| 2. Батько: Давид I Дадіані, володар Мігрелії | 4. Дід: Леван V Дадіані, володар Мігрелії            | 8. Прадід: Григол I Дадіані, володар Мігрелії                |
| 2. Батько: Давид I Дадіані, володар Мігрелії | 4. Дід: Леван V Дадіані, володар Мігрелії            | 9. Прабабка: Ніно Багратіоні, царівна Грузинська             |
| 2. Батько: Давид I Дадіані, володар Мігрелії | 5. Бабка: Марта, княжна Церетелі                     | 10. Прадід по жіночій лінії: Зураб, князь Церетелі           |
| 2. Батько: Давид I Дадіані, володар Мігрелії | 5. Бабка: Марта, княжна Церетелі                     | 11. Прабабка по жіночій лінії: Тамар, княжна Дадіані         |
| 3. Мати: Катерина, княжна Чавчавадзе         | 6. Дід по жіночій лінії: Олександр, князь Чавчавадзе | 12. Прадід по жінчіой лінії: Гарсеван, князь Чавчавадзе      |
| 3. Мати: Катерина, княжна Чавчавадзе         | 6. Дід по жіночій лінії: Олександр, князь Чавчавадзе | 13. Прабабка по жінчіой лінії: Маріам, княжна Авалішвілі     |
| 3. Мати: Катерина, княжна Чавчавадзе         | 7. Бабка по жінчіой лінії: Саломе, княжна Орбеліані  | 14. Прадід по жіночій лін: Іване, князь Орбеліані            |
| 3. Мати: Катерина, княжна Чавчавадзе         | 7. Бабка по жінчіой лінії: Саломе, княжна Орбеліані  | 15. Прабабка по жінчіой лінії: Анастасія, княжна Чолокашвілі |